# Chorisoneura translucida
Chorisoneura translucida es una especie de cucaracha del género Chorisoneura, familia Ectobiidae. Fue descrita científicamente por Saussure en 1864.
Habita en México, Guatemala, Costa Rica, Panamá y Colombia.